# Мерзлово
Мерзлово — деревня в Московской области России. Входит в городской округ Солнечногорск. Население — 8 чел. (2010).

## География
Деревня Мерзлово расположена на севере Московской области, в северной части округа, примерно в 10,5 км к северу от центра города Солнечногорска. В деревне пять улиц — Лесная, Полевая, Садовая, Цветочная и Центральная. Ближайшие населённые пункты — деревни Бедово, Новое, Новый Стан и Толстяково.

## Население
| 1852 | 1859 | 1890 | 1899 | 1926 | 1932 |
| ---- | ---- | ---- | ---- | ---- | ---- |
| 53   | ↘45  | ↗52  | ↗66  | ↗88  | ↘69  |
| 1966 | 1998 | 2002 | 2010 |      |      |
| ↘25  | ↘1   | ↗2   | ↗8   |      |      |

## История
В XVI веке село Мерзлое относилось к Лутосенскому стану Дмитровского уезда и находилось во владении князя Ивана Куракина. В то время в нём было две деревянных церкви — во имя Воскресения Христова и Сергия чудотворца.
В 1735 году село было продано Илье Артемьевичу Полибину, а в 1768 году им владел Пётр Ильич Полибин, на средства которого в 1778—1782 гг. была построена церковь Воскресения Словущего — кирпичное здание в духе позднего барокко. В 1824—1825 гг. перестроена в стиле ампир — одноглавый четверик с колокольней и небольшой трапезной с Боголюбовским и Иоанна Воина приделами.
В 1930-х гг. закрыта, с 1960-х заброшена. С 2013 ведутся работы по восстановлению.

Мерзлое, село 1-го стана, Глазенап, Владимира Григор., Ген. Лейт., крестьян 26 душ м. п., 27 ж., 7 дворов, 69 верст от стол., 20 от уездн. гор., близ Московскаго шоссе.— Нистрем К. Указатель селений и жителей уездов Московской губернии, 1852 г.
В «Списке населённых мест» 1862 года — владельческое село 1-го стана Клинского уезда Московской губернии по левую сторону Санкт-Петербурго-Московского тракта от города Клина на город Москву, в 16 верстах от уездного города и 9 верстах от становой квартиры, при пруде, с 8 дворами, православной церковью и 45 жителями (24 мужчины, 21 женщина).
По данным на 1890 год — село Солнечногорской волости Клинского уезда с 52 душами населения и школой грамотности, в 1899 году — село Вертлинской волости Клинского уезда, проживало 66 жителей.
В 1913 году — 13 дворов и земское училище.
По материалам Всесоюзной переписи населения 1926 года — село Носовского сельсовета Вертлинской волости Клинского уезда в 11,7 км от станции Подсолнечная Октябрьской железной дороги, проживало 88 жителей (42 мужчины, 46 женщин), насчитывалось 19 хозяйств, среди которых 16 крестьянских, имелись школа и агропункт.
С 1929 года — населённый пункт в составе Солнечногорского района Московского округа Московской области. Постановлением ЦИК и СНК от 23 июля 1930 года округа как административно-территориальные единицы были ликвидированы.
1929—1954 гг. — деревня (до 1939 — центр) Мерзловского сельсовета Солнечногорского района.
1954—1957, 1960—1963, 1965—1967, 1976—1994 гг. — деревня Вертлинского сельсовета Солнечногорского района.
1957—1960 гг. — деревня Вертлинского сельсовета Химкинского района.
1963—1965 гг. — деревня Вертлинского сельсовета Солнечногорского укрупнённого сельского района.
1967—1976 гг. — деревня Таракановского сельсовета Солнечногорского района.
С 1994 до 2006 гг. деревня входила в Вертлинский сельский округ Солнечногорского района.
С 2005 до 2019 гг. деревня включалась в Смирновское сельское поселение Солнечногорского муниципального района.
С 2019 года деревня входит в городской округ Солнечногорск, в рамках администрации которого относится с территориальному управлению Смирновское.